# Min mamma mördades av en självmordsbombare
Min mamma mördades av en självmordsbombare är en TV-dokumentär om hur Perla Hermele dödades av en självmordsbombare på Park Hotel i Natanya, Israel, i mars 2002. Filmen, som är gjord av hennes son journalisten Bernt Hermele, har visats på TV4. Den har också bjudits in till flera filmfestivaler.